# Бенкур
Бенкур (фр. Bennecourt) је насељено место у Француској у региону Париски регион, у департману Ивлен.
По подацима из 2011. године у општини је живело 1812 становника, а густина насељености је износила 260,72 становника/km².

## Демографија
| 1962. | 1968. | 1975. | 1982. | 1990. | 2011. |
| ----- | ----- | ----- | ----- | ----- | ----- |
| 809   | 858   | 1.123 | 1.179 | 1.572 | 1.812 |